# Serra de São Francisco
A Serra de São Francisco constitui uma elevação topográfica no Planalto Atlântico, situada na área a sul das cidades de Votorantim e Sorocaba.

## História
A origem do nome remonta à fundação de Sorocaba, 1654, por Baltasar Fernandes e como a finalidade era transformar o local em vila, construiu-se uma capela, dedicada à Nossa Senhora da Ponte. Braz Esteves Lemes ou Braz Tevês fixou-se próximo à foz do rio Sarapuí, e o seu genro, Pascoal Moreira Cabral, no local que passaria a ser chamado de Serra de São Francisco (Votorantim). Braz Tevês e Paschoal Moreira Cabral construíram sua casa-grande no Itapeva, iniciando o plantio de cana-de-açúcar e o consequente uso de moenda. A fazenda, que recebeu o nome de São Francisco.

## Geologia
O relevo da serra é sustentado pelo Maciço Granítico São Francisco ou simplesmente Granito São Francisco, que constitui um corpo alongado segundo a direção nordeste-sudoeste intrusivo nos metassedimentos do Grupo São Roque. É um biotita granito de dominante coloração rósea, de composição sienogranítica, com fluorita como acessório e localmente anfibólios sódicos. É de natureza subalcalina, do tipo A, localmente com textura rapakivi. Forma extensos lajeados e campos de matacões. A idade desse granito é Neoproterozóico, estimando-se em 560 milhões de anos. É um dos corpos graníticos com elevado grau de radioatividade natural do estado de São Paulo, seja pela sua exposição frequente dos lajeados, com fraturas, seja pela composição mineralógica do mesmo. Os maiores valores de radioatividade natural são registrados no canyon do Rio Sorocaba, a jusante da Barragem de Itupararanga. Na época da II Guerra Mundial houve pesquisa para tungstênio na Serra de São Francisco. Os trabalhos foram conduzidos pelo geólogo Theodoro Knecht, que descreveu as ocorrências minerais de cassiterita e wolframita na porção oeste da serra, associadas a endograisens e veios de quartzo. Adjacente ao flanco norte da Serra de São Francisco encontram-se as minerações de calcário para cimento do Grupo Votorantim, as fábricas de Santa Helena e Santa Rita, além de outras lavras próximas ao rio Pirapora, a oeste. Junto à extremidade leste da serra está o município de Alumínio, ao lado da fábrica da Companhia Brasileira de Alumínio - CBA.

## Geomorfologia
A Serra de São Francisco faz parte do Planalto Atlântico, onde dominam rochas cristalinas do embasamento e forma a linha de queda Apalachiana, conforme definida pelo professor Ab'Saber, por estar no limite com as áreas baixas da Depressão Periférica, onde dominam as rochas da Bacia do Paraná, essa última com relevo suave e colinoso. As elevações máximas na Serra de São Francisco chegam a 1035 m (acima do nível do mar), na porção leste, junto as nascentes do rio Pirajibú. A serra progressivamente torna-se mais baixa na direção de Salto de Pirapora, a oeste, onde as altitudes situam-se em torno de 800 m e nessa região há o cruzamento da serra pelo rio Pirapora. A região da serra é a nascente do Rio Sorocaba, formado pelos rios Sorocabuçu e Sorocamirim. A Barragem de Itupararanga foi construída no canyon do rio Sorocaba. Dominam vertentes íngremes no flanco norte da serra, na vista para Sorocaba e Votorantim, e mais suaves no flanco sul em direção a Piedade.

## Meio ambiente
Grande parte da Serra de São Francisco encontra-se no âmbito da Área de Proteção Ambiental-Apa da represa de Itupararanga que visa à proteção de todos os mananciais de água, como a Represa de Itupararanga. O local é de especial interesse ecológico por representar um dos últimos refúgios da fauna e flora local e da região. Devido a serra ser sustentada por rochas graníticas dominam litossolos e lajeados de rocha, onde não há vegetação exuberante, exceto em reflorestamentos localizados de eucaliptos. No flanco norte, ao pé da serra há intensa atividade de mineração.

## Turismo e lazer
Do alto da serra pode-se ter uma visão espetacular da região de Sorocaba, incluindo o Morro de Ipanema. Na vista para os contrafortes da Serra de São Francisco, a partir das partes altas das cidades de Votorantim e Sorocaba, a serra mostra-se majestosa, destancando-se também a grande tubulação da adutora de tomada d'água do aqueduto da Barragem de Itupararanga para a geração de energia elétrica junto à fábrica de cimento de Santa Helena, do Grupo Votorantim. Uma vista privilegiada da Serra de São Francisco também pode ter tomada, a partir do Mirante da Chilena, no alto da Serra de Araçoiaba ou Morro Ipanema.
Nas partes altas da serra há a Capela da Penha, reconstruída em 1724 por Timóteo de Oliveira, existente ainda hoje na serra. É um ponto turístico da região e anualmente tem sido realizada romaria de Votorantim até o local. Próximo à Capela da Penha, dado o ponto estratégico para telecomunicações, havia torres de televisão. Cerca de um quilômetro a sul da capela, nas partes altas da serra encontra-se a nascente do rineirão ou rio Cubatão, que tem grande importância para abastecimento de água em Votorantim.
Na Represa de Itupararanga há atividades de esportes náuticos, pesca e camping. Nos últimos anos tem-se notado um incremento de ciclistas, corredores e caminhantes em visita à serra, inclusive já aconteceu 3 edições de uma maratona na região, intitulada Maratona Saúde Serra de São Francisco. 

## Acessos
As estradas de acesso são a Rodovia SP-79, Raimundo Antunes Soares, que liga Votorantim a Piedade, asfaltada; a antiga estrada Sorocaba-Piedade que passa pela Fazenda São Francisco; a estrada que liga Votorantim a Represa de Itupararanga, asfaltada; estradas secundárias que partem de Brigadeiro Tobias, Inhaíba, Alumínio e acessos entre Votorantim e Salto de Pirapora.